# Gavialis
Genre
Gavialis est un genre de crocodiliens de la famille des Gavialidae.
Ce genre ne comporte qu'une seule espèce actuelle : Gavialis gangeticus, le gavial du Gange. 

## Répartition
Gavialis gangeticus se rencontre en Asie du Sud.

## Liste des espèces
Selon The Reptile Database (12 juil. 2011) :
- Gavialis gangeticus (Gmelin, 1789) ou Gavial du Gange

et les espèces fossiles :
- †Gavialis curvirostris Lydekker, 1886
- †Gavialis breviceps Pilgrim, 1912
- †Gavialis bengawanicus Dubois, 1908
- †Gavialis lewisi Lull, 1944

## Publication originale
- Oppel, 1811 : Die Ordnungen, Familien und Gattungen der Reptilien, als Prodrom einer Naturgeschichte derselben. J. Lindauer, München (texte intégral)